# Jessica Simpson/Diskografie
Diese Diskografie ist eine Übersicht über die musikalischen Werke der US-amerikanischen Popsängerin Jessica Simpson. Den Quellenangaben und Schallplattenauszeichnungen zufolge hat sie bisher mehr als 18,8 Millionen Tonträger verkauft, davon alleine in ihrer Heimat über 10,4 Millionen. Ihre erfolgreichste Veröffentlichung ist das dritte Studioalbum In This Skin mit über sieben Millionen verkauften Einheiten.

## Alben

### Studioalben
| Jahr | Titel Musiklabel                        | Höchstplatzierung, Gesamtwochen, AuszeichnungChartplatzierungen (Jahr, Titel, Musiklabel, Platzierungen, Wochen, Auszeichnungen, Anmerkungen) | Höchstplatzierung, Gesamtwochen, AuszeichnungChartplatzierungen (Jahr, Titel, Musiklabel, Platzierungen, Wochen, Auszeichnungen, Anmerkungen) | Höchstplatzierung, Gesamtwochen, AuszeichnungChartplatzierungen (Jahr, Titel, Musiklabel, Platzierungen, Wochen, Auszeichnungen, Anmerkungen) | Höchstplatzierung, Gesamtwochen, AuszeichnungChartplatzierungen (Jahr, Titel, Musiklabel, Platzierungen, Wochen, Auszeichnungen, Anmerkungen) | Höchstplatzierung, Gesamtwochen, AuszeichnungChartplatzierungen (Jahr, Titel, Musiklabel, Platzierungen, Wochen, Auszeichnungen, Anmerkungen) | Anmerkungen                                                  |
| Jahr | Titel Musiklabel                        | DE | AT | CH | UK | US | Anmerkungen                                                  |
| ---- | --------------------------------------- | --- | --- | --- | --- | --- | ------------------------------------------------------------ |
| 1997 | Jessica Proclaim Records (Proclaim)     | — | — | — | — | — | Erstveröffentlichung: 1997                                   |
| 1999 | Sweet Kisses Columbia Records (Sony)    | DE44 (6 Wo.)DE | AT43 (4 Wo.)AT | CH5 (16 Wo.)CH | UK36 (3 Wo.)UK | US25 ×2Doppelplatin · (62 Wo.)US | Erstveröffentlichung: 9. November 1999 Verkäufe: + 4.000.000 |
| 2001 | Irresistible Columbia Records (Sony)    | DE34 (3 Wo.)DE | AT58 (2 Wo.)AT | CH15 (10 Wo.)CH | — | US6 Gold · (16 Wo.)US | Erstveröffentlichung: 25. Mai 2001 Verkäufe: + 2.000.000     |
| 2003 | In This Skin Columbia Records (Sony)    | — | — | CH78 (3 Wo.)CH | UK36 Silber · (9 Wo.)UK | US2 ×3Dreifachplatin · (75 Wo.)US | Erstveröffentlichung: 19. August 2003 Verkäufe: + 7.000.000  |
| 2006 | A Public Affair Epic Records (Sony BMG) | — | — | — | UK65 (1 Wo.)UK | US5 Gold · (9 Wo.)US | Erstveröffentlichung: 26. August 2006 Verkäufe: + 1.000.000  |
| 2008 | Do You Know Columbia Records (Sony BMG) | — | — | — | — | US4 (9 Wo.)US | Erstveröffentlichung: 27. August 2008 Verkäufe: + 173.000    |

### Remixalben
| Jahr | Titel Musiklabel                          | Anmerkungen                        |
| ---- | ----------------------------------------- | ---------------------------------- |
| 2002 | This Is the Remix Columbia Records (Sony) | Erstveröffentlichung: 4. Juni 2002 |

### EPs
| Jahr | Titel Musiklabel                              | Anmerkungen                         |
| ---- | --------------------------------------------- | ----------------------------------- |
| 2025 | Nashville Canyon, Pt. 1 Nashville Canyon (NC) | Erstveröffentlichung: 21. März 2025 |

### Weihnachtsalben
| Jahr | Titel Musiklabel                                      | Höchstplatzierung, Gesamtwochen, AuszeichnungChartplatzierungen (Jahr, Titel, Musiklabel, Platzierungen, Wochen, Auszeichnungen, Anmerkungen) | Höchstplatzierung, Gesamtwochen, AuszeichnungChartplatzierungen (Jahr, Titel, Musiklabel, Platzierungen, Wochen, Auszeichnungen, Anmerkungen) | Höchstplatzierung, Gesamtwochen, AuszeichnungChartplatzierungen (Jahr, Titel, Musiklabel, Platzierungen, Wochen, Auszeichnungen, Anmerkungen) | Höchstplatzierung, Gesamtwochen, AuszeichnungChartplatzierungen (Jahr, Titel, Musiklabel, Platzierungen, Wochen, Auszeichnungen, Anmerkungen) | Höchstplatzierung, Gesamtwochen, AuszeichnungChartplatzierungen (Jahr, Titel, Musiklabel, Platzierungen, Wochen, Auszeichnungen, Anmerkungen) | Anmerkungen                                                 |
| Jahr | Titel Musiklabel                                      | DE | AT | CH | UK | US | Anmerkungen                                                 |
| ---- | ----------------------------------------------------- | --- | --- | --- | --- | --- | ----------------------------------------------------------- |
| 2004 | Rejoyce – The Christmas Album Columbia Records (Sony) | — | — | — | — | US14 Gold · (5 Wo.)US | Erstveröffentlichung: 23. November 2004 Verkäufe: + 669.000 |
| 2010 | Happy Christmas Primary Wave Records (EMI)            | — | — | — | — | US123 (2 Wo.)US | Erstveröffentlichung: 22. November 2010 Verkäufe: + 28.000  |

## Singles
| Jahr | Titel Album                                                            | Höchstplatzierung, Gesamtwochen, AuszeichnungChartplatzierungen (Jahr, Titel, Album, Platzierungen, Wochen, Auszeichnungen, Anmerkungen) | Höchstplatzierung, Gesamtwochen, AuszeichnungChartplatzierungen (Jahr, Titel, Album, Platzierungen, Wochen, Auszeichnungen, Anmerkungen) | Höchstplatzierung, Gesamtwochen, AuszeichnungChartplatzierungen (Jahr, Titel, Album, Platzierungen, Wochen, Auszeichnungen, Anmerkungen) | Höchstplatzierung, Gesamtwochen, AuszeichnungChartplatzierungen (Jahr, Titel, Album, Platzierungen, Wochen, Auszeichnungen, Anmerkungen) | Höchstplatzierung, Gesamtwochen, AuszeichnungChartplatzierungen (Jahr, Titel, Album, Platzierungen, Wochen, Auszeichnungen, Anmerkungen) | Anmerkungen                                                                                |
| Jahr | Titel Album                                                            | DE | AT | CH | UK | US | Anmerkungen                                                                                |
| ---- | ---------------------------------------------------------------------- | --- | --- | --- | --- | --- | ------------------------------------------------------------------------------------------ |
| 1999 | I Wanna Love You Forever Sweet Kisses                                  | DE27 (13 Wo.)DE | AT25 (9 Wo.)AT | CH7 (21 Wo.)CH | UK7 (11 Wo.)UK | US3 Platin · (20 Wo.)US | Erstveröffentlichung: 28. September 1999 Verkäufe: + 1.135.000                             |
| 2000 | Where You Are Sweet Kisses                                             | — | — | — | — | US62 (6 Wo.)US | Erstveröffentlichung: 11. April 2000 feat. Nick Lachey                                     |
| 2000 | I Think I’m in Love with You Sweet Kisses                              | DE63 (9 Wo.)DE | — | CH41 (12 Wo.)CH | UK15 (9 Wo.)UK | US21 (16 Wo.)US | Erstveröffentlichung: 18. Mai 2000 Verkäufe: + 35.000 Original: John Cougar – Jack & Diane |
| 2001 | Irresistible                                                           | DE33 (9 Wo.)DE | AT50 (8 Wo.)AT | CH20 (14 Wo.)CH | UK11 (7 Wo.)UK | US15 (20 Wo.)US | Erstveröffentlichung: 12. April 2001 Verkäufe: + 35.000                                    |
| 2001 | A Little Bit Irresistible                                              | — | — | — | — | — | Erstveröffentlichung: 29. Oktober 2001                                                     |
| 2003 | Sweetest Sin In This Skin                                              | — | — | — | — | — | Erstveröffentlichung: 15. Juli 2003                                                        |
| 2004 | Take My Breath Away In This Skin                                       | — | — | — | — | US20 Gold · (16 Wo.)US | Erstveröffentlichung: 25. Mai 2004 Verkäufe: + 535.000; Original: Berlin                   |
| 2004 | Angels In This Skin                                                    | — | — | — | — | — | Erstveröffentlichung: 6. Juni 2004 Original: Robbie Williams                               |
| 2004 | With You In This Skin                                                  | — | — | — | UK7 (8 Wo.)UK | US14 Gold · (23 Wo.)US | Erstveröffentlichung: 13. Juli 2004 Verkäufe: + 570.000                                    |
| 2005 | These Boots Are Made for Walkin’ Ein Duke kommt selten allein (O.S.T.) | DE17 (15 Wo.)DE | AT12 (19 Wo.)AT | CH16 (15 Wo.)CH | UK4 (11 Wo.)UK | US14 Gold + Gold (Mastertone) · (11 Wo.)US                                                                                               | Erstveröffentlichung: 26. Mai 2005 Verkäufe: + 1.070.000; Original: Nancy Sinatra          |
| 2006 | A Public Affair                                                        | DE72 (4 Wo.)DE | — | — | UK20 (4 Wo.)UK | US14 Gold · (12 Wo.)US | Erstveröffentlichung: 29. Juni 2006 Verkäufe: + 525.800                                    |
| 2006 | I Belong to Me A Public Affair                                         | — | — | — | — | — | Erstveröffentlichung: Oktober 2006                                                         |
| 2008 | Come on Over Do You Know                                               | — | — | — | — | US65 (7 Wo.)US | Erstveröffentlichung: 24. Juni 2008                                                        |
| 2010 | Who We Are –                                                           | — | — | — | — | — | Erstveröffentlichung: 9. März 2010                                                         |
| 2010 | My Only Wish Happy Christmas                                           | — | — | — | — | — | Erstveröffentlichung: 22. November 2010                                                    |
| 2021 | Particles –                                                            | — | — | — | — | — | Erstveröffentlichung: 11. November 2021 Original: Nothing but Thieves                      |
| 2025 | Use My Heart Against Me Nashville Canyon, Pt. 1                        | — | — | — | — | — | Erstveröffentlichung: 21. Februar 2025                                                     |
| 2025 | Leave Nashville Canyon, Pt. 1                                          | — | — | — | — | — | Erstveröffentlichung: 7. März 2025                                                         |

## Videoalben und Musikvideos

### Videoalben
| Jahr | Titel Musiklabel                          | Höchstplatzierung, Gesamtwochen, AuszeichnungChartplatzierungen (Jahr, Titel, Musiklabel, Platzierungen, Wochen, Auszeichnungen, Anmerkungen) | Höchstplatzierung, Gesamtwochen, AuszeichnungChartplatzierungen (Jahr, Titel, Musiklabel, Platzierungen, Wochen, Auszeichnungen, Anmerkungen) | Höchstplatzierung, Gesamtwochen, AuszeichnungChartplatzierungen (Jahr, Titel, Musiklabel, Platzierungen, Wochen, Auszeichnungen, Anmerkungen) | Höchstplatzierung, Gesamtwochen, AuszeichnungChartplatzierungen (Jahr, Titel, Musiklabel, Platzierungen, Wochen, Auszeichnungen, Anmerkungen) | Höchstplatzierung, Gesamtwochen, AuszeichnungChartplatzierungen (Jahr, Titel, Musiklabel, Platzierungen, Wochen, Auszeichnungen, Anmerkungen) | Anmerkungen                                                 |
| Jahr | Titel Musiklabel                          | DE | AT | CH | UK | US | Anmerkungen                                                 |
| ---- | ----------------------------------------- | --- | --- | --- | --- | --- | ----------------------------------------------------------- |
| 2002 | Dream Chaser Sony Music (Sony)            | — | — | — | — | US25 (… Wo.)US | Erstveröffentlichung: 22. Januar 2002                       |
| 2003 | With You Sony Music (Sony)                | — | — | — | — | — | Erstveröffentlichung: 25. November 2003                     |
| 2004 | Reality Tour Live Columbia Records (Sony) | — | — | — | — | US8 Platin · (… Wo.)US | Erstveröffentlichung: 23. November 2004 Verkäufe: + 100.000 |

### Musikvideos
| Jahr | Titel                                  | Regie                                                              |
| ---- | -------------------------------------- | ------------------------------------------------------------------ |
| 1999 | I Wanna Love You Forever               | Bille Woodruff                                                     |
| 2000 | Where You Are                          | Kevin Bray                                                         |
| 2000 | I Think I’m in Love with You           | Nigel Dick                                                         |
| 2001 | Irresistible                           | Simon Brand (Original, 2001) Cameron Casey (So So Def Remix, 2002) |
| 2001 | A Little Bit                           | Hype Williams                                                      |
| 2003 | Sweetest Sin                           | Dean Paraskevopoulos                                               |
| 2003 | With You                               | Elliott Lester                                                     |
| 2004 | Take My Breath Away                    | Chris Applebaum                                                    |
| 2004 | Angels                                 | Matthew Rolston                                                    |
| 2004 | A Whole New World                      | Elliott Lester                                                     |
| 2004 | Let It Snow! Let It Snow! Let It Snow! |                                                                    |
| 2004 | O Holy Night                           |                                                                    |
| 2005 | These Boots Are Made for Walkin’       | Brett Ratner                                                       |
| 2006 | A Public Affair                        | Brett Ratner                                                       |
| 2006 | I Belong to Me                         | Matthew Rolston                                                    |
| 2008 | Come on Over                           | Liz Friedlander                                                    |
| 2021 | Particles                              | Justin Coloma                                                      |
| 2025 | Leave                                  | Justin Coloma                                                      |

## Hörbücher
| Jahr | Titel Musiklabel                                | Anmerkungen                           |
| ---- | ----------------------------------------------- | ------------------------------------- |
| 2020 | Open Book HarperCollins Publishers (Blackstone) | Erstveröffentlichung: 4. Februar 2020 |

## Promoveröffentlichungen
| Jahr | Titel Album                                                          | Anmerkungen                                                                                     |
| ---- | -------------------------------------------------------------------- | ----------------------------------------------------------------------------------------------- |
| 2001 | I Never Irresistible                                                 | Erstveröffentlichung: 2001                                                                      |
| 2001 | When You Told Me You Loved Me Irresistible                           | Erstveröffentlichung: 2001                                                                      |
| 2004 | Baby, It’s Cold Outside Rejoyce – The Christmas Album                | Erstveröffentlichung: 22. November 2004 mit Nick Lachey; Original: Lynn Garland & Frank Loesser |
| 2004 | Let It Snow! Let It Snow! Let It Snow! Rejoyce – The Christmas Album | Erstveröffentlichung: 22. November 2004 Original: Vaughn Monroe                                 |
| 2004 | O Holy Night Rejoyce – The Christmas Album                           | Erstveröffentlichung: 22. November 2004 Original: Traditional – Minuit, chrétiens               |
| 2004 | What Christmas Means to Me Rejoyce – The Christmas Album             | Erstveröffentlichung: 22. November 2004                                                         |
| 2007 | You Spin Me Round (Like a Record) A Public Affair                    | Erstveröffentlichung: Februar 2007 Original: Dead or Alive                                      |
| 2007 | Fired Up A Public Affair                                             | Erstveröffentlichung: 2007                                                                      |
| 2008 | Remember That Do You Know                                            | Erstveröffentlichung: 2008                                                                      |
| 2009 | Pray Out Loud Do You Know                                            | Erstveröffentlichung: 22. Februar 2009                                                          |

## Sonderveröffentlichungen

### Alben
| Jahr | Titel Musiklabel                                             | Anmerkungen                                                            |
| ---- | ------------------------------------------------------------ | ---------------------------------------------------------------------- |
| 2009 | Sweet Kisses / Irresistible / In This Skin Sony Music (Sony) | Erstveröffentlichung: 3. November 2009 Teil der „Triple-Feature“-Reihe |

| Jahr | Titel Musiklabel                                                       | Anmerkungen                                           |
| ---- | ---------------------------------------------------------------------- | ----------------------------------------------------- |
| 2004 | A Special Limited-Edition Christmas Collection Columbia Records (Sony) | Erstveröffentlichung: 2004 Vertrieb nur über 7-Eleven |

| Jahr | Titel Musiklabel                                               | Anmerkungen                                                          |
| ---- | -------------------------------------------------------------- | -------------------------------------------------------------------- |
| 2010 | Playlist: The Very Best of Jessica Simpson Epic Records (Sony) | Erstveröffentlichung: 12. Oktober 2010 Teil der „Playlist“-Reihe     |
| 2011 | The Collection Epic Records (Sony)                             | Erstveröffentlichung: 7. Januar 2011 Teil der „The-Collection“-Reihe |

### Lieder
| Jahr | Titel Album                                               | Anmerkungen                                                                                       |
| ---- | --------------------------------------------------------- | ------------------------------------------------------------------------------------------------- |
| 2000 | Rockin’ Around the Christmas Tree Another Rosie Christmas | Erstveröffentlichung: 31. Oktober 2000 Rosie O’Donnell feat. Jessica Simpson Original: Brenda Lee |

| Jahr | Titel Album                                                           | Anmerkungen                                                                               |
| ---- | --------------------------------------------------------------------- | ----------------------------------------------------------------------------------------- |
| 1996 | My Tribute (To God Be the Glory) Tribute (The Songs of Andraé Crouch) | Erstveröffentlichung: 24. September 1996 mit Various Artists; Original: Andraé Crouch     |
| 1999 | Did You Ever Love Somebody Dawson’s Creek                             | Erstveröffentlichung: 18. Juni 1999                                                       |
| 2001 | Tal vez es amor Divas en Español                                      | Erstveröffentlichung: 20. März 2001 Original: I Think I’m in Love with You                |
| 2002 | Part of Your World Disneymania                                        | Erstveröffentlichung: 17. September 2002 Original: Jodi Benson                            |
| 2005 | A Whole New World DisneyMania 3                                       | Erstveröffentlichung: 15. Februar 2005 mit Nick Lachey; Original: Brad Kane & Lea Salonga |

| Jahr | Titel Soundtrack                                              | Anmerkungen                                                 |
| ---- | ------------------------------------------------------------- | ----------------------------------------------------------- |
| 2000 | Where You Are Here on Earth                                   | Erstveröffentlichung: 14. März 2000 feat. Nick Lachey       |
| 2000 | Final Heartbreak Rugrats in Paris – Der Film                  | Erstveröffentlichung: 7. November 2000                      |
| 2005 | These Boots Are Made for Walkin’ Ein Duke kommt selten allein | Erstveröffentlichung: 19. Juli 2005 Original: Nancy Sinatra |

### Videoalben
| Jahr | Titel Musiklabel                                                   | Anmerkungen                                                                         |
| ---- | ------------------------------------------------------------------ | ----------------------------------------------------------------------------------- |
| 2004 | Jessica and Nick’s Wedding Columbia Records (Sony)                 | Erstveröffentlichung: 2. März 2004 Teil von In This Skin (Reissue)                  |
| 2004 | Newlyweds: Scenes from the First Season Columbia Records (Sony)    | Erstveröffentlichung: 2. März 2004 Teil von In This Skin (Reissue)                  |
| 2006 | Making of the Video "A Public Affair" Epic Records (Sony BMG)      | Erstveröffentlichung: 29. August 2006 Teil von A Public Affair (Best Buy Exclusive) |
| 2008 | The Making of the Video "Come on Over" Columbia Records (Sony BMG) | Erstveröffentlichung: 9. September 2008 Teil von Do You Know (Deluxe Edition)       |

## Statistik

### Chartauswertung
|                     | DE    | AT    | CH    | UK    | US    |
| ------------------- | ----- | ----- | ----- | ----- | ----- |
| Nummer-eins-Alben   | DE—DE | AT—AT | CH—CH | UK—UK | US—US |
| Top-10-Alben        | DE—DE | AT—AT | CH1CH | UK—UK | US4US |
| Alben in den Charts | DE2DE | AT2AT | CH3CH | UK3UK | US7US |

|                       | DE    | AT    | CH    | UK    | US    |
| --------------------- | ----- | ----- | ----- | ----- | ----- |
| Nummer-eins-Singles   | DE—DE | AT—AT | CH—CH | UK—UK | US—US |
| Top-10-Singles        | DE—DE | AT—AT | CH1CH | UK3UK | US1US |
| Singles in den Charts | DE5DE | AT3AT | CH4CH | UK6UK | US9US |

|                          | DE    | AT    | CH    | UK    | US    |
| ------------------------ | ----- | ----- | ----- | ----- | ----- |
| Nummer-eins-Videoalben   | DE—DE | AT—AT | CH—CH | UK—UK | US—US |
| Top-10-Videoalben        | DE—DE | AT—AT | CH—CH | UK—UK | US1US |
| Videoalben in den Charts | DE—DE | AT—AT | CH—CH | UK—UK | US2US |

### Auszeichnungen für Musikverkäufe
| Goldene Schallplatte - Australien - 2000: für die Single I Think I’m in Love with You - 2001: für die Single Irresistible - 2004: für die Single Take My Breath Away - Belgien - 2000: für die Single I Wanna Love You Forever - Japan - 2000: für das Album Sweet Kisses - Kanada - 2004: für das Album In This Skin - 2005: für das Album Irresistible - 2006: für das Album A Public Affair - Schweden - 2000: für die Single I Wanna Love You Forever | Platin-Schallplatte - Australien - 2000: für die Single I Wanna Love You Forever - 2004: für die Single With You - 2004: für das Album In This Skin - 2005: für die Single These Boots Are Made for Walkin’ - Kanada - 2001: für das Album Sweet Kisses |

Anmerkung: Auszeichnungen in Ländern aus den Charttabellen bzw. Chartboxen sind in ebendiesen zu finden.
| Land/RegionAuszeichnungen für Musikverkäufe (Land/Region, Auszeichnungen, Verkäufe, Quellen) | Silber  | Gold       | Platin       | Verkäufe   | Quellen                  |
| -------------------------------------------------------------------------------------------- | ------- | ---------- | ------------ | ---------- | ------------------------ |
| Australien (ARIA)                                                                            | —       | 3× Gold3   | 4× Platin4   | 385.000    | aria.com.au              |
| Belgien (BRMA)                                                                               | —       | Gold1      | —            | 25.000     | ultratop.be              |
| Japan (RIAJ)                                                                                 | —       | Gold1      | —            | 100.000    | riaj.or.jp               |
| Kanada (MC)                                                                                  | —       | 3× Gold3   | Platin1      | 250.000    | musiccanada.com          |
| Schweden (IFPI)                                                                              | —       | Gold1      | —            | 40.000     | sverigetopplistan.se     |
| Vereinigte Staaten (RIAA)                                                                    | —       | 8× Gold8   | 7× Platin7   | 10.470.000 | riaa.com Einzelnachweise |
| Vereinigtes Königreich (BPI)                                                                 | Silber1 | —          | —            | 85.800     | bpi.co.uk                |
| Insgesamt                                                                                    | Silber1 | 17× Gold17 | 12× Platin12 |            |                          |